# Словарь классических древностей Харпера
Словарь классических древностей Харпера (англ. Harpers Dictionary of Classical Literature and Antiquities) — словарь, выпущенный в 1898 году на английском языке по тематике классической античности. Редактор Harry Thurston Peck, издательство Harper & Brothers, Нью-Йорк. В 1965 году вышло репринтное издание объёмом 1750 страниц.
Содержимое словаря сейчас находится в общественной собственности.